# Harmónia – Szlovákiai Magyar Zenei Díj
A Harmónia – Szlovákiai Magyar Zenei Díjat (röviden: Harmónia-díj) Lábszky Olivér énekes-dalszerző, a  Csemadok Naszvadi Alapszervezete és a Szlovákiai Magyar Zenészek Egyesülete alapította 2011-ben. A díjjal a szlovákiai magyar muzsikusok művészi és szakmai tevékenységét ismerik el.
Az alapítók a szervező bizottságot kibővítették a Csemadok Művelődési Intézetével (ma: Szlovákiai Magyar Művelődési Intézet) és a Szlovákiai Magyar Zenebarátok Társaságával. 2012-ben hat kategóriában került kiosztásra díj a népzene, a komolyzene és a könnyűzene területén. 2013-ban, 2014-ben és 2015-ben kilenc, 2016-ban nyolc és 2017-ben hét díjat osztottak ki. A díjra magánszemélyek, kulturális és nonprofit szervezetek egyaránt jelölhetnek felvidéki előadókat, zenészeket. Az nevezések elbírálása minden évben a Harmónia Kuratórium feladata, titkos (2018-tól nyilvános) szavazás alapján.

## A díjazottak listája
2012
1. Harmónia életműdíj: Stirber Lajos
2. Az év legjobb hangszeres muzsikusa: Lakatos Róbert (brácsaművész)[4]
3. Az év legjobb zenekara: Kor-Zár[5]
4. Az év legjobb énekese: Szarka Tamás
5. Az év legjobb fiatal muzsikusa: Gyöpös Krisztina
6. Az év dala (2007–2011): Rómeó Vérzik – Az utca az én hazám[6]

2013
1. Harmónia életműdíj: Ág Tibor[8]
2. A legjobb fiatal muzsikus díja: Bertók Tibor
3. A legjobb énekes vagy szólista díja: Vadkerti Imre[9]
4. A legjobb hangszeres muzsikus díja: Emmer Péter[10]
5. A legjobb zenekar (együttes, csoport illetve csapat) díja: Kicsi Hang verséneklő együttes
6. Az év dala (2009–2012): Korpás Éva – Elindultam hosszú útra[11]
7. A legjobb fiatal népzenész díja: Pusko Márton
8. A legjobb énekes vagy szólista díja népművészet kategóriában: Korpás Éva
9. A legjobb zenekar vagy csoport díja népzene kategóriában: Ritka Magyar Folkband

2014
1. Harmónia életműdíj: Havasi József
2. A legjobb fiatal énekes vagy hangszeres muzsikus díja: Lovász Bálint
3. A legjobb énekes vagy hangszeres muzsikus díja (könnyűzene): Benkó Ákos
4. A legjobb énekes vagy hangszeres muzsikus díja (népművészet): Csiba Júlia
5. A legjobb szólista, kórus vagy zenekar díja (komolyzene): Papp László[13]
6. A legjobb szólista vagy zenekar díja (világzene, dzsessz vagy megzenésített vers): Bertók istván[13]
7. A legjobb éneklőcsoport vagy zenekar díja (népművészet): Százdi Citerazenekar
8. A legjobb zenekar vagy csoport díja (könnyűzene): Rómeó Vérzik
9. Az év dala (2010–2013): Rómeó Vérzik – Kalózhajó

2015
1. Harmónia életműdíj: Brath Margit
2. A legjobb fiatal énekes, hangszeres muzsikus díja (15-től 25 éves korig): Köpöncei Dániel
3. A legjobb énekes, vagy hangszeres muzsikus díja könnyűzene kategóriában (25 éves kortól): Sipos Dávid
4. A legjobb énekes, vagy hangszeres muzsikus díja hagyományőrző népművészet kategóriában (25 éves kortól): Cseh Tamás (népzenész)
5. A legjobb szólista, kórus, vagy zenekar díja komolyzene kategóriában: Szlovákiai Magyar Pedagógusok Vass Lajos Kórusa
6. A legjobb szólista, illetve zenekar díja világzene, dzsessz, vagy megzenésített vers kategóriában: Zsapka Attila
7. A legjobb éneklőcsoport, vagy zenekar díja hagyományőrző népművészet kategóriában: Cseh Tamás Band
8. A legjobb zenekar, csoport díja könnyűzene kategóriában: Érsekújvári Rockszínpad
9. Az év dala (2013–2015): Felvidék Allstars + Jóvilágvan feat. Gombaszög – Levegő

2016
1. Harmónia életműdíj: id. Reiter István
2. Az év fiatal énekese vagy hangszeres muzsikusa (15-től 25 éves korig): Sárközi Xénia
3. Az év hagyományőrző népzenésze (25 éves kortól) vagy népi zenekara: Pósfa zenekar
4. Az év komolyzenei szólistája (25 éves kortól), kórusa vagy zenekara: Concordia vegyeskar
5. Az év szólistája (25 éves kortól), zenekara vagy csoportja megzenésített vers, világzene, musical vagy dzsessz műfajban: Vadkerti–Zsapka–Sipos Trió
6. Az év könnyűzenei együttese: Arizóna
7. Az év könnyűzenei előadóművésze: Kovács Norbert
8. Az év dala (2014–2016): Rómeó Vérzik – Ébresztő

2017[16]
1. Harmónia életműdíj: Duka-Zólyomi Emese
2. Az év fiatal énekese vagy hangszeres muzsikusa (15-től 25 éves korig): Andreas Varady
3. Az év hagyományőrző népzenésze (25 éves kortól) vagy népi zenekara: Fabotó citerazenekar
4. Az év komolyzenei szólistája (25 éves kortól), kórusa vagy zenekara: Kodály Zoltán Daloskör
5. Az év szólistája (25 éves kortól), zenekara vagy csoportja megzenésített vers, világzene, musical vagy dzsessz műfajban: Takács Bálint
6. Az év könnyűzenei együttese: Expired Passport
7. Az év dala (2015–2017): Emmer Péter – Végtelen út